# Lijst van voetbalinterlands Schotland - Zwitserland
Deze lijst van voetbalinterlands is een overzicht van alle officiële voetbalwedstrijden tussen de nationale teams van Schotland en Zwitserland. De landen speelden tot op heden zeventien keer tegen elkaar. De eerste ontmoeting, een vriendschappelijke wedstrijd, werd gespeeld in Genève op 24 mei 1931. Het laatste duel, een groepswedstrijd tijdens het Europees kampioenschap voetbal 2024, vond plaats op 19 juni 2024 in Keulen (Duitsland).
.

## Wedstrijden
| №  | Plaats     | Datum             | Competitie           | Wedstrijd               | Uitslag |
| -- | ---------- | ----------------- | -------------------- | ----------------------- | ------- |
| 1  | Genève     | 24 mei 1931       | Vriendschappelijk    | Zwitserland – Schotland | 2 – 3   |
| 2  | Glasgow    | 15 mei 1946       | Vriendschappelijk    | Schotland – Zwitserland | 3 – 1   |
| 3  | Bern       | 17 mei 1948       | Vriendschappelijk    | Zwitserland – Schotland | 2 – 1   |
| 4  | Glasgow    | 26 april 1950     | Vriendschappelijk    | Schotland – Zwitserland | 3 – 1   |
| 5  | Bazel      | 19 mei 1957       | WK 1958 kwalificatie | Zwitserland – Schotland | 1 – 2   |
| 6  | Glasgow    | 6 november 1957   | WK 1958 kwalificatie | Schotland – Zwitserland | 3 – 2   |
| 7  | Bern       | 22 juni 1973      | Vriendschappelijk    | Zwitserland – Schotland | 1 – 0   |
| 8  | Glasgow    | 7 april 1976      | Vriendschappelijk    | Schotland – Zwitserland | 1 – 0   |
| 9  | Bern       | 17 november 1982  | EK 1984 kwalificatie | Zwitserland – Schotland | 2 – 0   |
| 10 | Glasgow    | 30 maart 1983     | EK 1984 kwalificatie | Schotland – Zwitserland | 2 – 2   |
| 11 | Glasgow    | 17 oktober 1990   | EK 1992 kwalificatie | Schotland – Zwitserland | 2 – 1   |
| 12 | Bern       | 11 september 1991 | EK 1992 kwalificatie | Zwitserland – Schotland | 2 – 2   |
| 13 | Bern       | 9 september 1992  | WK 1994 kwalificatie | Zwitserland – Schotland | 3 – 1   |
| 14 | Aberdeen   | 8 september 1993  | WK 1994 kwalificatie | Schotland – Zwitserland | 1 – 1   |
| 15 | Birmingham | 18 juni 1996      | EK 1996              | Schotland – Zwitserland | 1 – 0   |
| 16 | Glasgow    | 1 maart 2006      | Vriendschappelijk    | Schotland – Zwitserland | 1 – 3   |
| 17 | Keulen     | 15 juni 2024      | EK 2024              | Schotland – Zwitserland | 1 – 1   |

## Samenvatting
| Competitie        | Totaal gespeeld | Winst Schotland | Gelijk | Winst Zwitserland | Doelsaldo Schotland – Zwitserland |
| ----------------- | --------------- | --------------- | ------ | ----------------- | --------------------------------- |
| WK-kwalificatie   | 4               | 2               | 1      | 1                 | 7 − 7                             |
| EK-eindronde      | 2               | 1               | 1      | 0                 | 2 − 1                             |
| EK-kwalificatie   | 4               | 1               | 2      | 1                 | 6 − 7                             |
| Vriendschappelijk | 7               | 4               | 0      | 3                 | 12 − 10                           |
| Totaal            | 17              | 8               | 4      | 5                 | 27 − 25                           |

## Details

### Tiende ontmoeting
| EK 1984 kwalificatie (Glasgow, Schotland, 30 maart 1983): |              | |
| Schotland | 2 – 2        | Zwitserland |
| John Wark 70' Charles Nicholas 76' | goals        | 15' André Egli 58' Heinz Hermann |
| Jock Stein | bondscoach   | Paul Wolfisberg |
| Jim Leighton Richard Gough Frank Gray Graeme Souness Alan Hansen 46' Willie Miller John Wark Gordon Strachan Kenny Dalglish Charles Nicholas Peter Weir                              | opstellingen | Erich Burgener Alain Geiger Roger Wehrli André Egli Heinz Lüdi Michel Decastel Lucien Favre 69' Heinz Hermann 84' Claudio Sulser Raimondo Ponte Rudolf Elsener |
| Alex McLeish 46' | wissels      | 69' Hans-Peter Zwicker 84' Charles In-Albon |
| | gele kaarten | 14' Claudio Sulser |
| - Debuut van Richard Gough (Dundee United) en Charles Nicholas (Celtic) voor Schotland. - Laatste interlandwedstrijd onder leiding van de Nederlandse scheidsrechter Charles Corver. |              | |

### Vijftiende ontmoeting
| EK 1996 (Birmingham, Verenigd Koninkrijk, 18 juni 1996): |              | |
| Schotland | 1 – 0        | Zwitserland |
| Ally McCoist 37' | goals        | |
| Craig Brown | bondscoach   | Artur Jorge |
| Andy Goram Tom Boyd Colin Calderwood Colin Hendry Gary McAllister John Collins Tosh McKinlay 59' Gordon Durie Craig Burley Stuart McCall Ally McCoist 83'                                                                                                 | opstellingen | Marco Pascolo Marc Hottiger Ramon Vega Stéphane Henchoz 81' Yvan Quentin Johann Vogel 46' Marcel Koller Ciriaco Sforza Christophe Bonvin 46' Stéphane Chapuisat Kubilay Türkyilmaz |
| Scott Booth 59' John Spencer 83' | wissels      | 46' Raphael Wicky 46' Sébastien Fournier 81' Alexandre Comisetti |
| Colin Calderwood 23' Stuart McCall 29' John Collins 41' | gele kaarten | 23' Ramon Vega 53' Johann Vogel 56' Raphael Wicky 64' Sébastien Fournier |
| - Beide landen uitgeschakeld voor kwartfinales van Europees kampioenschap voetbal 1996. - Laatste duel van Zwitserland onder leiding van de Portugese bondscoach Artur Jorge. - 58ste en laatste interland van middenvelder Marcel Koller (Grasshoppers). |              | |

### Zestiende ontmoeting
| Vriendschappelijk (Glasgow, Schotland, 1 maart 2006): |              | |
| Schotland | 1 – 3        | Zwitserland |
| Kenny Miller 54' | goals        | 21' Tranquillo Barnetta 41' Daniel Gygax 69' Ricardo Cabanas |
| Walter Smith | bondscoach   | Jakob "Köbi" Kuhn |
| Craig Gordon 46' Christian Dailly Graham Alexander David Weir 46' Andy Webster Barry Ferguson 46' Darren Fletcher Gary Caldwell Kenny Miller Nigel Quashie James McFadden                                          | opstellingen | 46' Pascal Zuberbühler Philipp Degen 73' Philippe Senderos Stéphane Grichting 46' Valon Behrami 81' Johann Vogel Tranquillo Barnetta Ricardo Cabanas 46' Raphael Wicky Daniel Gygax 73' Marco Streller |
| Gary Teale 46' Steven Caldwell 46' Neil Alexander 46' | wissels      | 46' Johan Djourou 46' Johan Vonlanthen 46' Fabio Coltorti 73' Boris Smiljanić 73' Mauro Lustrinelli 81' Blerim Džemaili                                                                                |
| - Debuut van Gary Teale (Wigan Athletic) en Neil Alexander (Cardiff City) voor Schotland. - Debuut van Fabio Coltorti (Grasshopper-Club), Johan Djourou (Arsenal) en Blerim Džemaili (FC Zürich) voor Zwitserland. |              | |

SFA · A-internationals · Selecties · Bondscoaches · Statistieken · Schots vrouwenelftal · Brits olympisch elftal · Schotland U21 · Schotland U20 · Schotland U19 · Schotland U18 · Schotland U17 · Schotland U16 · Vrouwen U17
1872 – 1899 ·
1900 – 1919 ·
1920 – 1929 ·
1930 – 1939 ·
1940 – 1949 ·
1950 – 1959 ·
1960 – 1969 ·
1970 – 1979 ·
1980 – 1989 ·
1990 – 1999 ·
2000 – 2009 ·
2010 – 2019 ·
2020 − 2029
EK's: 1992 ·
1996 ·
2020 ·
2024
WK's: 1954 ·
1958 ·
1974 ·
1978 ·
1982 ·
1986 ·
1990 ·
1998
1872 ·
1873 ·
1874 ·
1875 ·
1876 ·
1877 ·
1878 ·
1878 ·
1879 ·
1880 ·
1881 ·
1882 ·
1883 ·
1884 ·
1885 ·
1886 ·
1887 ·
1888 ·
1889 ·
1890 ·
1891 ·
1892 ·
1893 ·
1894 ·
1895 ·
1896 ·
1897 ·
1898 ·
1899 ·
1900 ·
1901 ·
1902 ·
1903 ·
1904 ·
1905 ·
1906 ·
1907 ·
1908 ·
1909 ·
1910 ·
1911 ·
1912 ·
1913 ·
1914 ·
1915–1919 ·
1920 ·
1921 ·
1922 ·
1923 ·
1924 ·
1925 ·
1926 ·
1927 ·
1928 ·
1929 ·
1930 ·
1931 ·
1932 ·
1933 ·
1934 ·
1935 ·
1936 ·
1937 ·
1938 ·
1939 ·
1940–1945 ·
1946 ·
1947 ·
1948 ·
1949 ·
1950 ·
1951 ·
1952 ·
1953 ·
1954 ·
1955 ·
1956 ·
1957 ·
1958 ·
1959 ·
1960 ·
1960 ·
1961 ·
1962 ·
1963 ·
1964 ·
1965 ·
1966 ·
1967 ·
1968 ·
1969 ·
1970 ·
1971 ·
1972 ·
1973 ·
1974 ·
1975 ·
1976 ·
1977 ·
1978 ·
1979 ·
1980 ·
1981 ·
1982 ·
1983 ·
1984 ·
1985 ·
1986 ·
1987 ·
1988 ·
1989 ·
1990 ·
1991 ·
1992 ·
1993 ·
1994 ·
1995 ·
1996 ·
1997 ·
1998 ·
1999 ·
2000 ·
2001 ·
2002 ·
2003 ·
2004 ·
2005 ·
2006 ·
2007 ·
2008 ·
2009 ·
2010 ·
2011 ·
2012 ·
2013 ·
2014 · 
2015 · 
2016 · 
2017 ·
2018 ·
2019 ·
2020 ·
2021 ·
2022
Albanië ·
Argentinië · 
Armenië ·
Australië ·
België ·
Bosnië en Herzegovina ·
Brazilië ·
Bulgarije ·
Canada ·
Chili ·
Colombia ·
Congo-Kinshasa ·
Costa Rica ·
Cyprus ·
DDR ·
Denemarken ·
Duitsland ·
Ecuador ·
Egypte ·
Engeland ·
Estland ·
Faeröer ·
Finland ·
Frankrijk ·
Georgië ·
Gibraltar · 
GOS ·
Griekenland ·
Hongarije ·
Ierland ·
IJsland ·
Iran ·
Israël ·
Italië ·
Japan ·
Joegoslavië ·
Kazachstan ·
Kroatië ·
Letland ·
Liechtenstein ·
Litouwen ·
Luxemburg ·
Malta ·
Marokko ·
Mexico ·
Moldavië ·
Nederland ·
Nieuw-Zeeland ·
Nigeria · 
Noord-Ierland ·
Noord-Macedonië ·
Noorwegen ·
Oekraïne ·
Oostenrijk ·
Paraguay ·
Peru ·
Polen ·
Portugal ·
Qatar ·
Roemenië ·
Rusland ·
San Marino ·
Saoedi-Arabië ·
Servië ·
Slovenië ·
Slowakije · 
Sovjet-Unie ·
Spanje ·
Trinidad en Tobago · 
Tsjechië ·
Tsjecho-Slowakije ·
Turkije · 
Uruguay ·
Verenigde Staten ·
Wales ·
Wit-Rusland ·
Zuid-Afrika ·
Zuid-Korea ·
Zweden ·
Zwitserland
Engeland (2021) · 
Kroatië (2021) · 
Nieuw-Zeeland (1982) · 
Tsjechië (2021)
SFV · A-internationals · Selecties · Bondscoaches · Zwitsers vrouwenelftal · Olympisch elftal · Zwitserland U21 · Zwitserland U19 · Zwitserland U18 · Zwitserland U17 · Zwitserland U16 · Vrouwen U17
1905 – 1919 · 
1920 – 1929 · 
1930 – 1939 · 
1940 – 1949 · 
1950 – 1959 · 
1960 – 1969 · 
1970 – 1979 · 
1980 – 1989 · 
1990 – 1999 · 
2000 – 2009 · 
2010 – 2019 · 
2020 – 2029
EK's: 1996 · 
2004 · 
2008 · 
2016 · 
2020 · 
2024
WK's: 1934 · 
1938 · 
1950 · 
1954 · 
1962 · 
1966 · 
1994 · 
2006 · 
2010 · 
2014 · 
2018 · 
2022
OS: 1924 · 
1928 · 
2012
1905 · 
1906 · 1907 · 
1908 · 
1909 · 
1910 · 
1911 · 
1912 · 
1913 · 
1914 · 
1915 · 
1916 · 
1917 · 
1918 · 
1919 · 
1920 · 
1921 · 
1922 · 
1923 · 
1924 · 
1925 · 
1926 · 
1927 · 
1928 · 
1929 · 
1930 · 
1931 · 
1932 · 
1933 · 
1934 · 
1935 · 
1936 · 
1937 · 
1938 · 
1939 · 
1940 · 
1941 · 
1942 · 
1943 · 
1944 · 
1945 · 
1946 · 
1947 · 
1948 · 
1949 · 
1950 · 
1952 ·
1952 · 
1953 · 
1954 · 
1955 · 
1956 · 
1957 · 
1958 · 
1959 · 
1960 · 
1961 · 
1962 · 
1963 · 
1964 · 
1965 · 
1966 · 
1967 · 
1968 · 
1969 · 
1970 · 
1971 · 
1972 · 
1973 · 
1974 · 
1975 · 
1976 · 
1977 ·
1978 · 
1979 · 
1980 · 
1981 · 
1982 · 
1983 · 
1984 · 
1985 · 
1986 · 
1987 · 
1988 · 
1989 · 
1990 ·
1991 · 
1992 · 
1993 · 
1994 ·
1995 · 
1996 · 
1997 · 
1998 · 
1999 · 
2000 · 
2001 · 
2002 · 
2003 · 
2004 · 
2005 · 
2006 · 
2007 · 
2008 · 
2009 · 
2010 · 
2011 · 
2012 · 
2013 ·
2014 ·
2015 ·
2016 ·
2017 ·
2018 ·
2019 ·
2020 ·
2021 ·
2022
Albanië ·
Algerije · 
Andorra · 
Argentinië ·
Australië ·
Azerbeidzjan ·
België ·
Bolivia ·
Bosnië en Herzegovina ·
Brazilië ·
Bulgarije ·
Canada ·
Chili ·
China ·
Colombia ·
Costa Rica ·
Cyprus ·
Denemarken ·
DDR ·
Duitsland ·
Ecuador ·
Egypte ·
Engeland · 
Estland ·
Faeröer ·
Finland ·
Frankrijk ·
Georgië ·
Ghana ·
Gibraltar ·
Griekenland ·
Honduras ·
Hongarije ·
Hongkong ·
Ierland ·
IJsland ·
Israël ·
Italië ·
Ivoorkust ·
Jamaica ·
Japan ·
Joegoslavië ·
Kameroen ·
Kenia ·
Kosovo ·
Kroatië ·
Letland ·
Liechtenstein ·
Litouwen ·
Luxemburg ·
Malta ·
Marokko ·
Mexico ·
Moldavië ·
Montenegro ·
Nederland ·
Nigeria ·
Noord-Ierland ·
Noorwegen ·
Oekraïne ·
Oman ·
Oostenrijk ·
Panama ·
Peru ·
Polen ·
Portugal ·
Qatar ·
Roemenië ·
Rusland ·
Saarland ·
San Marino ·
Schotland ·
Servië ·
Slovenië ·
Slowakije ·
Sovjet-Unie · 
Spanje ·
Togo ·
Tsjechië ·
Tsjecho-Slowakije ·
Tunesië ·
Turkije ·
Uruguay ·
Venezuela ·
VA Emiraten ·
Verenigde Staten ·
Wales ·
Wit-Rusland ·
Zimbabwe ·
Zuid-Korea ·
Zweden
Albanië (2016) ·
Argentinië (2014) ·
Brazilië (2018) ·
Chili (2010) ·
Costa Rica (2018) ·
Ecuador (2014) ·
Frankrijk (2006) ·
Frankrijk (2014) ·
Frankrijk (2016) ·
Frankrijk (2021) ·
Honduras (2010) · 
Honduras (2014) · 
Italië (2021) · 
Oekraïne (2006) ·
Portugal (2008)  · 
Portugal (2022) · 
Roemenië (2016) · 
Servië (2018) ·
Spanje (2010) ·
Spanje (2021) ·
Togo (2006) ·
Tsjechië (2008) ·
Turkije (2008) ·
Turkije (2021) ·
Wales (2021) ·
Zuid-Korea (2006) ·
Zweden (2018)